# نادي مسافي
نادي مسافي الرياضي هو نادي رياضي إماراتي، يقع في راس الخيمة الإماراتية، تأسس عام 1982.

## تشكيلة الفريق الحالية
| الرقم | الجنسية                  | المركز | اللاعب             |
| ----- | ------------------------ | ------ | ------------------ |
| 1     | الإمارات العربية المتحدة | حارس   | سعيد صادق          |
| 3     | الإمارات العربية المتحدة | مدافع  | أحمد حسن           |
| 4     | الإمارات العربية المتحدة | مدافع  | عيسى الكعبي        |
| 5     | الإمارات العربية المتحدة | مدافع  | عبد الله الظنحاني  |
| 6     | توغو                     | مدافع  | إيزيكيل نومونفي    |
| 7     | الإمارات العربية المتحدة | وسط    | عبد الله الشهياري  |
| 8     | الإمارات العربية المتحدة | وسط    | عبد الله عيسى      |
| 9     | الإمارات العربية المتحدة | وسط    | بدر بلال           |
| 10    | مصر                      | وسط    | حسام لطفي          |
| 11    | الإمارات العربية المتحدة | مهاجم  | خليفة المرشدي      |
| 12    | موريتانيا                | وسط    | عبد الله الكوري    |
| 13    | صربيا                    | وسط    | أندريا رادوفانوفيش |
| 15    | الإمارات العربية المتحدة | وسط    | حمد حسن            |
| 17    | الإمارات العربية المتحدة | وسط    | أحمد النقبي        |

| الرقم | الجنسية                  | المركز | اللاعب             |
| ----- | ------------------------ | ------ | ------------------ |
| 18    | نيجيريا                  | وسط    | معز اولاوالي       |
| 19    | البرازيل                 | مهاجم  | فينيسيوس لوبيز     |
| 20    | الإمارات العربية المتحدة | مهاجم  | محمد المدحاني      |
| 22    | الإمارات العربية المتحدة | حارس   | أحمد الزيودي       |
| 26    | الإمارات العربية المتحدة | مدافع  | عبد الله علي عباس  |
| 27    | الإمارات العربية المتحدة | مدافع  | مايد الظنحاني      |
| 28    | الكاميرون                | وسط    | ماريوس أوبيكوب     |
| 30    | نيجيريا                  | مهاجم  | إيميجيرو إيدوغور   |
| 38    | الإمارات العربية المتحدة | مهاجم  | محمد نبيل          |
| 44    | الإمارات العربية المتحدة | حارس   | نواف خميس          |
| 60    | الإمارات العربية المتحدة | وسط    | عبد العزيز إسماعيل |
| 77    | الإمارات العربية المتحدة | وسط    | عمران عبد الرحمن   |
| 88    | الإمارات العربية المتحدة | وسط    | حميد الكعبي        |
| 98    | البرازيل                 | مدافع  | جيلماريو فيتور     |